# Nida (rivier)

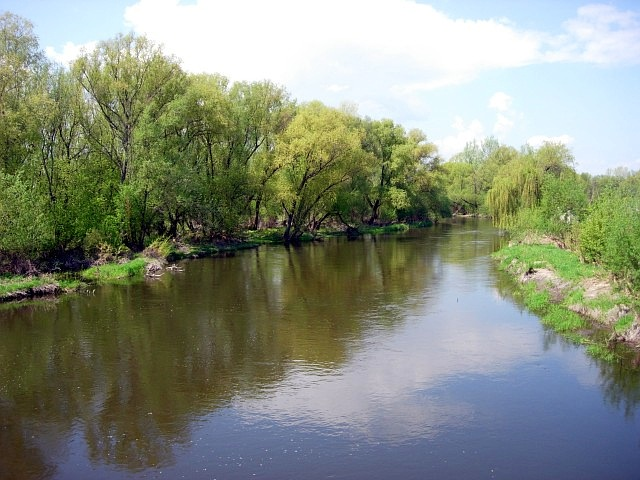
De Nida bij Wiślica

De Nida is een rivier in het zuiden van Polen. De Nida is een zijrivier van de Wisła en heeft een lengte van 151 km en een stroomgebied van 3865 km² (in zijn geheel in Polen). De monding in de Wisła ligt in de nabijheid van de plaats Nowy Korczyn.